# Moluchia dahli
Moluchia dahli är en kackerlacksart som beskrevs av Karlis Princis 1952. Moluchia dahli ingår i släktet Moluchia och familjen småkackerlackor. Inga underarter finns listade i Catalogue of Life.